# Empis planetica
Empis planetica là một loài ruồi, trong họ Empididae. Nó được tìm thấy ở Ireland và Vương quốc Anh (1707-1801)|Vương quốc Anh và from Scandinavia phía nam đến Ý.

## Hình ảnh

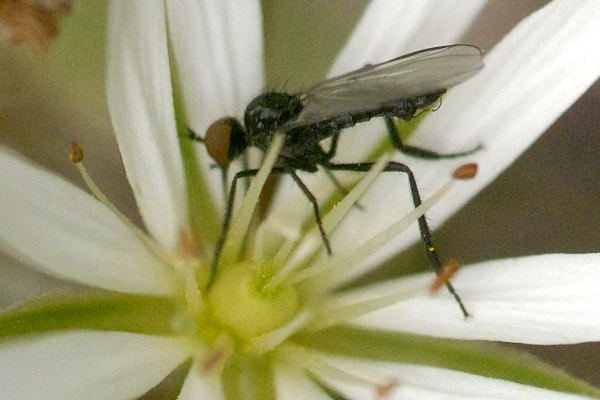